# فرد جونز (سياسي)
فرد جونز (بالإنجليزية: Fred Jones)‏ هو دبلوماسي ونقابي وسياسي نيوزلندي، ولد في 1885 في دنيدن في نيوزيلندا، وتوفي في 25 مايو 1966. حزبياً، نشط في حزب العمال النيوزيلندي. وقد انتخب عضو مجلس النواب النيوزيلندي.